# Пинчук, Виктор Фёдорович
Виктор Фёдоров Пинчук (бел. Віктар Фёдаравіч Пінчук; род. 22 июня 1951, дер. Канцы, Осиповичский район, Бобруйская область, Белорусская ССР, СССР) — белорусский политический деятель, доцент. Заслуженный работник сельского хозяйства Республики Беларусь. Кандидат биологических наук. Почётный гражданин города Могилёва.

## Биография
Родился 22 июня 1951 года в деревне Канцы, Бобруйская область (ныне — Могилёвская область). Окончил Витебский ветеринарный институт, ветеринарный врач.
Свою трудовую деятельность начал главным ветеринарным врачом колхоза имени Ивана Владимировича Мичурина Бобруйского района. Служил в Вооруженных Силах Советского Союза. После армии работал главным ветеринарным врачом совхоза «Слободской» Стародорожского района, колхоза «Гигант» Бобруйского района, заместителем председателя Могилевского районного агропромышленного объединения по животноводству и переработке продукции, директором открытого акционерного общества «Агрокомбинат «Восход» Могилевского района.
Избирался депутатом Могилевского областного и Могилевского районного Совета депутатов 26-го созыва.
Являлся членом Совета Республики Национального собрания Республики Беларусь пятого созыва. Член постоянной комиссии по региональной политике и местному самоуправлению.
Председатель Могилевского районного Совета Белорусского общественного объединения ветеранов.
Автор шести научных работ и трех изобретений.

## Награды и почётные звания
- «Человек года — 2002».
- Почетный гражданин города Могилева.
- Лауреат спец. премии Могилёвского облисполкома «Человек года» (2012) в  производственной сфере.
- Орден Отечества 3 степени;
- Медаль «За трудовую доблесть»;
- Юбилейная медаль «60 лет Победы в Великой Отечественной войне 1941—1945 гг.»;
- Почётная грамота Национального собрания Республики Беларусь[бел.];
- Две Почётные грамоты Совета Министров Республики Беларусь[бел.];
- Орден святителя Кирилла Туровского 2 степени[бел.];
- Другие почетные грамоты белорусских ведомств и Советов депутатов[1].